# マーク・ルーイン
マーク・ルーイン（Mark Lewin、1937年3月16日 - ）は、アメリカ合衆国の元プロレスラー。ニューヨーク州バッファロー出身。
日本での異名は毒蛇。極太の腕で相手を絞め上げる得意技のスリーパー・ホールドは「アナコンダ殺法」とも呼ばれた。

## 来歴
地元バッファローのプロモーターであるエド・ドン・ジョージとプロレスラーのダニー・マクシェインのトレーニングを受け、1953年に16歳でデビュー。ルーイン兄弟（ドン・ルーイン、テッド・ルーイン）の末弟として売り出され、1956年3月にはメリーランドにてドンとのコンビでレイ・スティーブンス&ドン・ファーゴからアメリカン・タッグ王座を奪取。ジョージアでは1957年2月8日にインターナショナル・タッグ王座も獲得した。
その後、ニューヨークのキャピトル・レスリング・コーポレーション（現在のWWEの前身団体）にてドン・カーティスのタッグパートナーを務め、1958年7月にディック・ザ・ブルーザー&ハンス・シュミットを破り、ノースイースト版のNWA・USタッグ王座（後のWWWF・USタッグ王座）の初代チャンピオン・チームとなる。9月にグラハム兄弟（ジェリー&エディ・グラハム）に敗れるが12月に奪還、同王座には2度に渡って戴冠した。同地区には1960年代初頭まで参戦し、1962年にはバディ・ロジャースのNWA世界ヘビー級王座に再三挑戦している。
以降もドン・カーティスと組み、1963年には南部のフロリダ地区で1月24日にザ・カンガルーズ（アル・コステロ&ロイ・ヘファーナン）、11月21日にジ・アサシンズ（トム・レネスト&ジョディ・ハミルトン）を破り、同地区認定のNWA世界タッグ王座にも2度戴冠している。フロリダではボブ・オートン&キラー・カール・コックス、オートン&グレート・マレンコ、スカル・マーフィー&ブルート・バーナードなどのチームとも抗争した。
カーティスとのタッグチーム解消後はサンフランシスコ地区を経てオーストラリア（ジム・バーネット主宰のワールド・チャンピオンシップ・レスリング）に遠征、1966年7月1日にドミニク・デヌーチと組んでラリー・ヘニング&ハーリー・レイスから豪州版のIWA世界タッグ王座を奪取。同月9日にはメルボルンにてトール・タナカを破りIWA世界ヘビー級王座も獲得している。帰国後の10月28日にはロサンゼルスのオリンピック・オーディトリアムにてルー・テーズに勝利、WWA世界ヘビー級王者となった。12月10日にはペドロ・モラレスとのコンビでWWA世界タッグ王座にも戴冠、二冠王となっている。
1967年に韓国のソウルでキム・イルに敗れWWA世界ヘビー級王座を失うが、その後も北米と南半球を股にかけて活躍。ロサンゼルスでは、新設されたアメリカス・ヘビー級王座をマイク・デビアスやフレッド・ブラッシーと争った。オーストラリアでは1967年10月13日、シドニーでキング・カーティス・イヤウケアを破り、IWA世界ヘビー級王座を再び獲得。同世界タッグ王座も再三獲得しており、1971年は3月にキラー・コワルスキーと組んでジ・アウトローズ（ダスティ・ローデス&ディック・マードック）から、6月にはイヤウケアをパートナーにタイガー・ジェット・シン&ミスター・フジから、それぞれ奪取している。
1970年代初頭はカナダのバンクーバー地区にも進出、1970年2月9日にムーンドッグ・ロニー・メインを破り、太平洋岸ヘビー級王座の初代王者となる。1971年11月29日にはスティーブン・リトル・ベアと組んでジン・キニスキー&ボブ・ブラウンからカナディアン・タッグ王座を奪取した。1972年からは古巣のフロリダ地区に参戦して、1973年1月9日にバディ・コルトを破り南部ヘビー級王座を獲得。デトロイトではザ・シークと抗争を繰り広げ、1975年9月27日にシークからUSヘビー級王座を奪取している。
この時期までは主にベビーフェイスのポジションにいたが、1970年代後半からは狂人系のヒールとして活動し、"マニアック" マーク・ルーイン（"Maniac" Mark Lewin）または "マッド" マーク・ルーイン（"Mad" Mark Lewin）を名乗るようになる。フリッツ・フォン・エリックの主宰するテキサスのダラス地区では1979年から1980年にかけて、ローデス、ブルーザー・ブロディ、スーパースター・ビリー・グラハムらを下しテキサス・ブラスナックル王座を通算5回獲得した。また、1979年12月10日にデビッド・フォン・エリック、1980年5月25日にジノ・ヘルナンデスを破り、テキサス・ヘビー級王座も手中にしている。
南半球での活動も続け、ニュージーランドでは1980年10月から11月にかけて、レイスの保持していたNWA世界ヘビー級王座に連続挑戦。1981年にはジョー・ルダックと英連邦ヘビー級王座を、1982年にはスティーブ・リッカードとのコンビでバロン・フォン・クラップ&キング・カマタ、カマタ&オックス・ベーカーなどのチームとオーストラレージアン・タッグ王座を争った（南半球でのルーインは1960年代の豪州IWA時代から一貫してベビーフェイスであり、ニュージーランドでは同地のプロモーター兼エースのリッカードとタッグを組んでいた）。

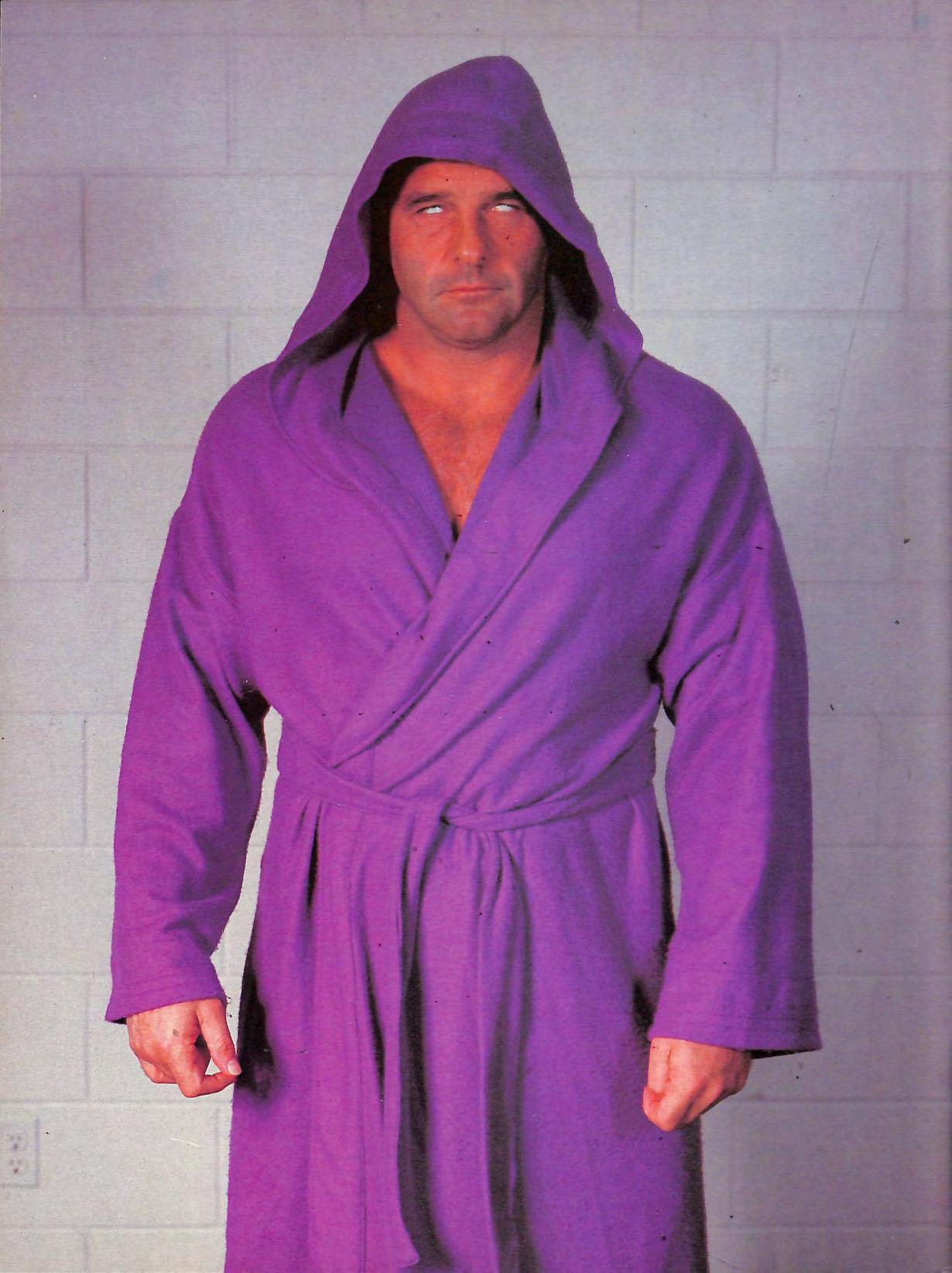
パープル・ヘイズ（1983年）

1983年よりフロリダ地区でパープル・ヘイズ（The Purple Haze）と名乗り、ケビン・サリバンと怪奇派のユニットを結成。同年11月24日、ノースカロライナのジム・クロケット・プロモーションズが開催した『スターケード』の第1回大会 "A Flair for The Gold" にもサリバンとのコンビで出場、ジョニー・ウィーバー&スコット・マギーから勝利を収めている。以降1986年までフロリダを主戦場に、ローデス、バリー・ウインダム、アンジェロ・モスカ、ブラックジャック・マリガン、ワフー・マクダニエルらと抗争。1986年2月14日にオーランドで開催された "NWA Battle of The Belts II" では、サリバン&マハ・シンとのトリオでマリガン&ロード・ウォリアーズと6人タッグマッチで対戦した。
1987年8月28日にはWWFがテキサス州ヒューストンで開催した、同地区のプロモーターだったポール・ボーシュの引退記念興行においてトム・プリチャードと対戦。このイベントにはハルク・ホーガンやブルーノ・サンマルチノをはじめ、当時のWWFのスーパースターが大挙出場していたが、ルーインがWWFに継続参戦することはなかった。
1990年代に入ってもインディー団体のリングに単発的に上がり、1998年に引退した。

### 日本での活躍
日本には1973年3月、全日本プロレスの『第1回 チャンピオン・カーニバル』にPWF南半球ヘビー級チャンピオンの触れ込みで初参戦。4月21日の福井での決勝戦でジャイアント馬場に敗れたものの、準優勝の戦績を残して実績に違わぬ活躍を見せた（チャンピオン・カーニバルには1974年の第2回大会と1975年の第3回大会にも参加、3年連続で出場している）。その後も全日本の常連外国人選手となり、1982年1月まで計9回来日した（1981年1月の来日時には、1月13日に島原にてアブドーラ・ザ・ブッチャーと組み、馬場&ジャンボ鶴田のインターナショナル・タッグ王座に挑戦。同年11月には旧敵シークのパートナーとなって『世界最強タッグ決定リーグ戦』に出場した）。
1984年8月にはUWF『ビクトリー・ウィークス』に参戦。当時のUWFはシューティング・スタイルに方向性を見出した最初期の段階であり、9月11日の後楽園ホール大会にて、売り出し中の若手だった高田伸彦に勝ちを譲っている。全盛期を過ぎたとはいえ、シリーズのエース格だったルーインが遥かに格下の高田に敗れたことは業界に大きな衝撃を与えたが、ルーインは当時の『週刊プロレス』のインタビューにおいて「若者たちの新しいチャレンジに成功を託したい」などと好意的に語っていた。

## エピソード
- キャリア後半は狂人系ヒールとなって一時代を築いたが、もともとはベビーフェイスのハンサム・ガイとして活躍していた。ビンス・マクマホン・シニアは "Mark Lewin was the best babyface I ever had" と語ったという[2]。
- アルコールに強く、リック・フレアーの自宅で開かれたパーティーでは、同じく酒豪のロディ・パイパーと "Hot Rod vs. Purple Haze" と銘打った飲み競べが行われた（勝敗については意見が分かれたが、フレアーはパイパーに軍配を上げている）[36]。

## 得意技
- スリーパー・ホールド
- ジャンピング・パイルドライバー

## 獲得タイトル
メリーランド
- アメリカン・タッグ王座 : 1回（w / ドン・ルーイン）

ジョージア・チャンピオンシップ・レスリング
- NWAインターナショナル・タッグ王座（ジョージア版） : 1回（w / ドン・ルーイン）[4]

キャピトル・レスリング・コーポレーション
- NWA USタッグ王座（ノースイースト版） : 2回（w / ドン・カーティス）[5]

チャンピオンシップ・レスリング・フロム・フロリダ
- NWA世界タッグ王座（フロリダ版） : 2回（w / ドン・カーティス）[7]
- NWA南部ヘビー級王座（フロリダ版） : 1回[17]

ワールド・チャンピオンシップ・レスリング（オーストラリア）
- IWA世界ヘビー級王座 （オーストラリア版） : 2回[10]
- IWA世界タッグ王座（オーストラリア版） : 8回（w / キング・イヤウケア×2、ベアキャット・ライト、ドミニク・デヌーチ、スパイロス・アリオン、マリオ・ミラノ、キラー・コワルスキー、アントニオ・プリエーゼ）[11]
- NWA豪亜タッグ王座 : 1回（w / スパイロス・アリオン）[37]

ワールドワイド・レスリング・アソシエーツ
- WWA世界ヘビー級王座 : 1回[13]
- WWA世界タッグ王座 : 1回（w / ペドロ・モラレス）[12]
- WWAアメリカス・ヘビー級王座 : 1回[14]

メープル・リーフ・レスリング
- NWAインターナショナル・タッグ王座（トロント版） : 1回（w / ホイッパー・ビリー・ワトソン）[38]

NWAオールスター・レスリング
- NWA太平洋岸ヘビー級王座 : 2回[15]
- NWAカナディアン・タッグ王座（バンクーバー版） : 1回（w / スティーブン・リトル・ベア）[16]

NWAビッグタイム・レスリング（デトロイト）
- NWA USヘビー級王座（デトロイト版） : 2回[18]

NWAビッグタイム・レスリング（ダラス） / WCCW
- NWAテキサス・プラスナックル王座 : 5回[19]
- NWAテキサス・ヘビー級王座 : 3回[20]
- NWAテキサス・タッグ王座 : 1回（w / ホワイト・ナイト）[39]
- NWAアメリカン・タッグ王座 : 2回（w / ザ・スポイラー）[40]
- NWA世界6人タッグ王座（ダラス版） : 1回（w / キラー・ブルックス&ワンマン・ギャング）[41]

オールスター・プロレスリング
- NWA英連邦ヘビー級王座（ニュージーランド版） : 1回[22]
- NWAオーストラレージアン・タッグ王座 : 3回（w / スティーブ・リッカード、アル・ペレス）[23]